# My Hero (film, 1990)
Pour plus de détails, voir Fiche technique et Distribution.
My Hero (一本漫畫闖天涯, Yat boon man wah chong tin ngai) est une comédie d'action hongkongaise co-écrite et réalisée par Bryan Leung et sortie en 1990 à Hong Kong.
Malgré son titre, My Hero 2 (1993) n'est pas sa suite.
Elle totalise 15 149 253 HK$ de recettes au box-office.

## Synopsis
Sing (Stephen Chow), serveur dans un restaurant, est un grand consommateur de manhuas sur les triades et rêverait d'en faire partie. Un jour, il sauve Wai Kit (Peter Yang (en)), un chef de la triade, qui prend Sing sous son aile. Celui-ci devient ami avec les hommes de main de Wai, Chun (Wilson Lam) et Bill (Shing Fui-on). Plus tard, Wai annonce son intention de prendre sa retraite et de choisir son successeur dans le trio qui est envoyé dans le Triangle d'or pour des activités commerciales. Bien que confrontés à des obstacles, ils terminent la mission avec succès. Cependant, de retour à Hong Kong, Bill est tué, Sing est exclu et Chun meurt en sauvant Sing. Ce-dernier, mélancolique, quitte alors le monde criminel.

## Fiche technique
- Titre original : 一本漫畫闖天涯
- Titre international : My Hero
- Réalisation : Bryan Leung
- Scénario : Bryan Leung, Ho Tung et Cho Chung-sing
- Photographie : Nico Wong
- Montage : Cheung Bei-tak
- Musique : Chyi Chin, Wong Man-ching, Taipei Rainbow Music Studio et Norman Wong
- Production : Yuen Kam-lun
- Société de production : Chun Sing Films
- Société de distribution : D&B Films
- Pays d'origine :  Hong Kong
- Langue originale : cantonais
- Format : couleur
- Genre : comédie d'action
- Durée : 93 minutes
- Dates de sortie :
  - Hong Kong : 22 mars 1990

## Distribution
- Stephen Chow : Sing
- Ann Bridgewater : Ann
- Wilson Lam : Chun
- Peter Yang (en) : Wai Kit
- Shing Fui-on : Bill Chu
- Bryan Leung : Hung Yee
- Yuen Woo-ping : Yi
- Lung Ming-yan : un trafiquant de drogue vietnamien
- Lily Li : Heung